# 58 Leonis
58 Leonis (58 Leo, d Leo, d Leonis) é uma estrela na constelação de Leo. Com uma magnitude aparente de 4,82, é brilhante o suficiente para ser vista a olho nu. Medições de paralaxe mostram que está a aproximadamente 360 anos-luz (110 parsecs) da Terra. Sua magnitude absoluta visual é de -0,36.
58 Leonis é uma estrela de bário com uma classificação estelar de K1 III. A classe de luminosidade 'III' indica que é uma estrela gigante evoluída que já consumiu o hidrogênio em seu núcleo. Tem um raio 14 vezes maior que o raio do Sol e uma temperatura efetiva de 4 559 K. Com essa temperatura, tem a coloração alaranjada típica de estrelas de classe K. Assim como todas as estrelas de bário, tem uma estrela companheira anã branca.